# Grottolella
Grottolella ist eine italienische Gemeinde mit 1823 Einwohnern (Stand 31. Dezember 2023) in der Provinz Avellino in der Region Kampanien.

## Geografie
Die Nachbargemeinden sind Altavilla Irpina, Avellino, Capriglia Irpina, Montefredane, Prata di Principato Ultra und Sant’Angelo a Scala. Die Ortsteile lauten Pozzo del Sale, Spinelli, Taverna del Monaco und Tropeanie.